# Sagina schiraevskii
Sagina schiraevskii är en nejlikväxtart som beskrevs av Nikolai Nikolaievich Tzvelev. Sagina schiraevskii ingår i släktet smalnarvar, och familjen nejlikväxter. Inga underarter finns listade i Catalogue of Life.